# ميخائيل سبيرانسكي

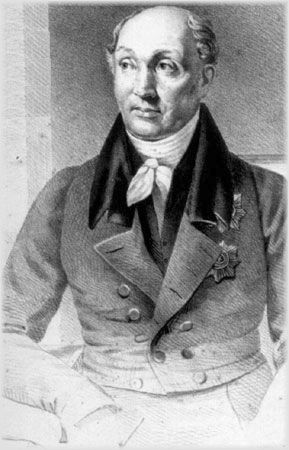
ميخائيل سبيرانسكي

الكونت ميخائيل ميخائيلوفيتش سبيرانسكي (12 يناير 1772 - 23 فبراير 1839) لعله أكبر الإصلاحيين الروس في عهد ألكسندر الأول قيصر روسيا. كان مستشاراً مقرباً جداً من القيصر ألكسندر الأول ومن ثم من القيصر نيقولا الأول، يطلق عليه أحيانا لقب أب الليبرالية الروسية.
أول من شغل منصب وزير أمانة الدولة في دوقية فنلندا الكبرى بين عامي 1809-1811. في هذا المنصب، قدم للقيصر مقترحات بشأن جميع القضايا المتصلة بفنلندا.

## روابط خارجية
- ميخائيل سبيرانسكي على موقع الموسوعة البريطانية (الإنجليزية)